# De Lichtboog (Almere)
De Lichtboog in Almere (Nederlandse provincie Flevoland), is een oecumenisch kerkgebouw, waarin jarenlang een katholieke parochie en een protestantse kerk hun thuis hebben gehad. Na het bouwen en openen van een eigen katholieke kerk in 2021 is het nu primair een protestantse kerk.
De Lichtboog werd in 1984 opgeleverd en ligt aan de rand van het winkelhart van Almere Stad. Het is hiermee een echte "stadskerk"; waardoor gepantserd glas de ramen heel laat in een verder openstaand gebouw. Bij het ontwerp van dit multifunctionele kerkgebouw, is de Lichtboog ook bruikbaar als vergaderzaal. De ruimte waarin vieringen plaatsvinden kan hiervoor in stukken worden onderverdeeld.

## Sint-Bonifatiusparochie
De parochie Sint-Bonifatius is in januari 2014 ontstaan uit de gefuseerde drie kerken van Almere. De parochie hield diensten in drie kerkcentra waaronder De Lichtboog. Ze maakt deel uit van het dekenaat Amsterdam en ressorteert daarmee onder het Bisdom Haarlem-Amsterdam. Met de oplevering van de nieuw gebouwde Sint-Bonifatiuskerk in 2021 eindigde het gebruik van het gebouw door de Katholieke kerk.

## Het carillon
De klokkentoren van de Lichtboog herbergt een carillon dat regelmatig bespeeld wordt. De vaste beiaardier speelt op woensdag- en zaterdagmiddag. In de zomer is het traditie om beiaardiers uit te nodigen om het klokkenspel van de Lichtboog en de Goede Rede in Almere-Haven te bespelen.

## Galerij

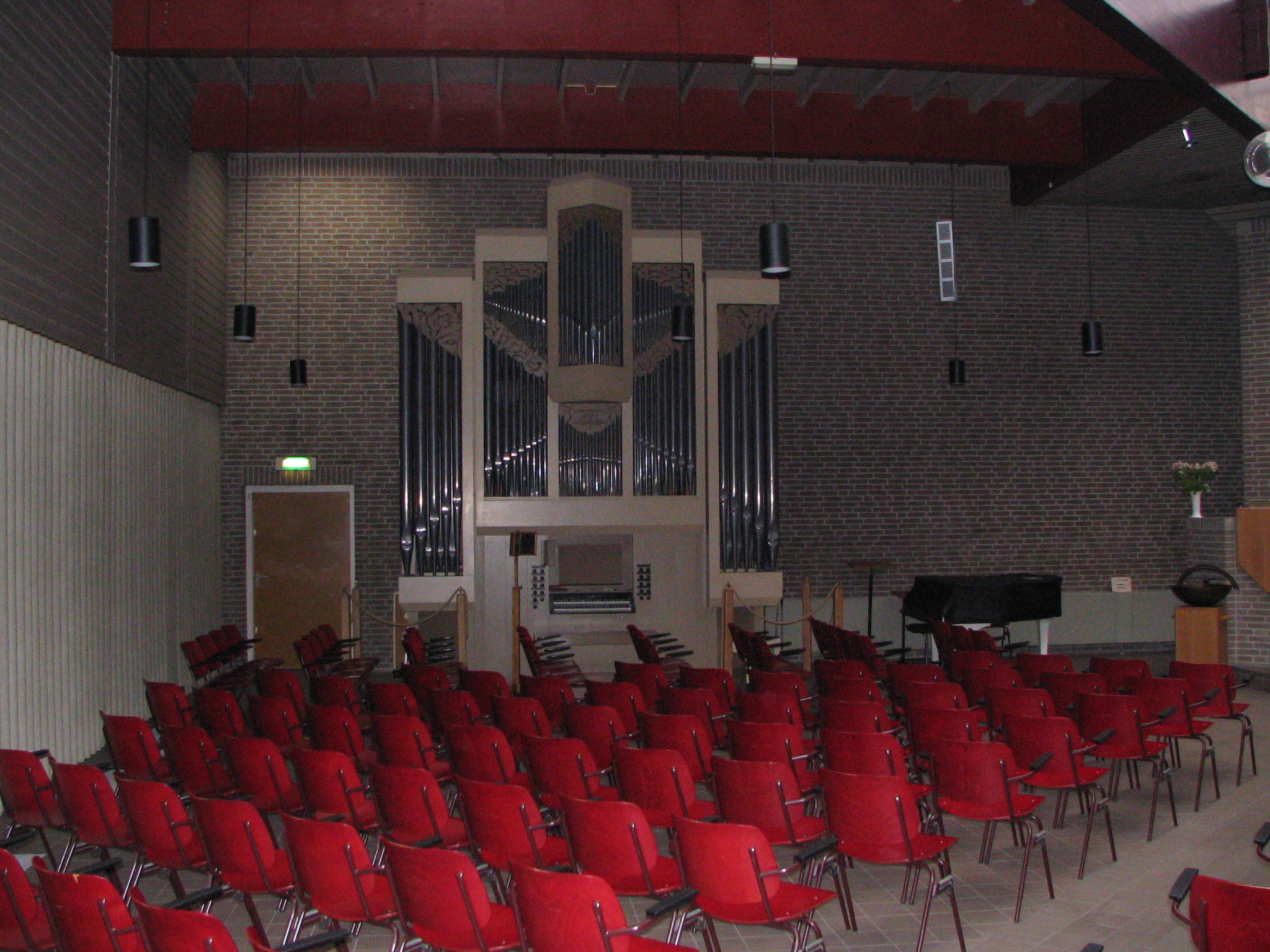
Kerk met orgel
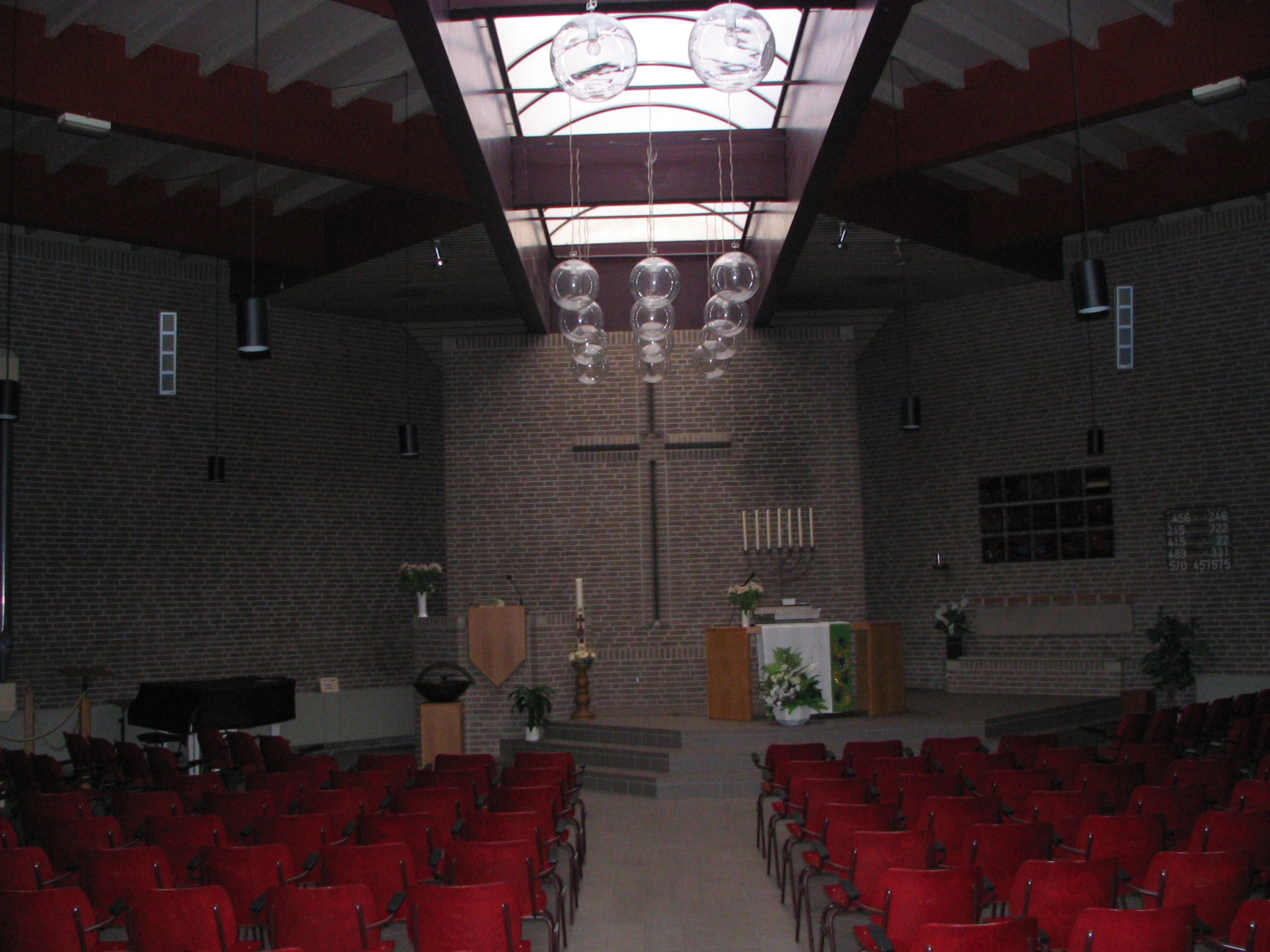
Zaal
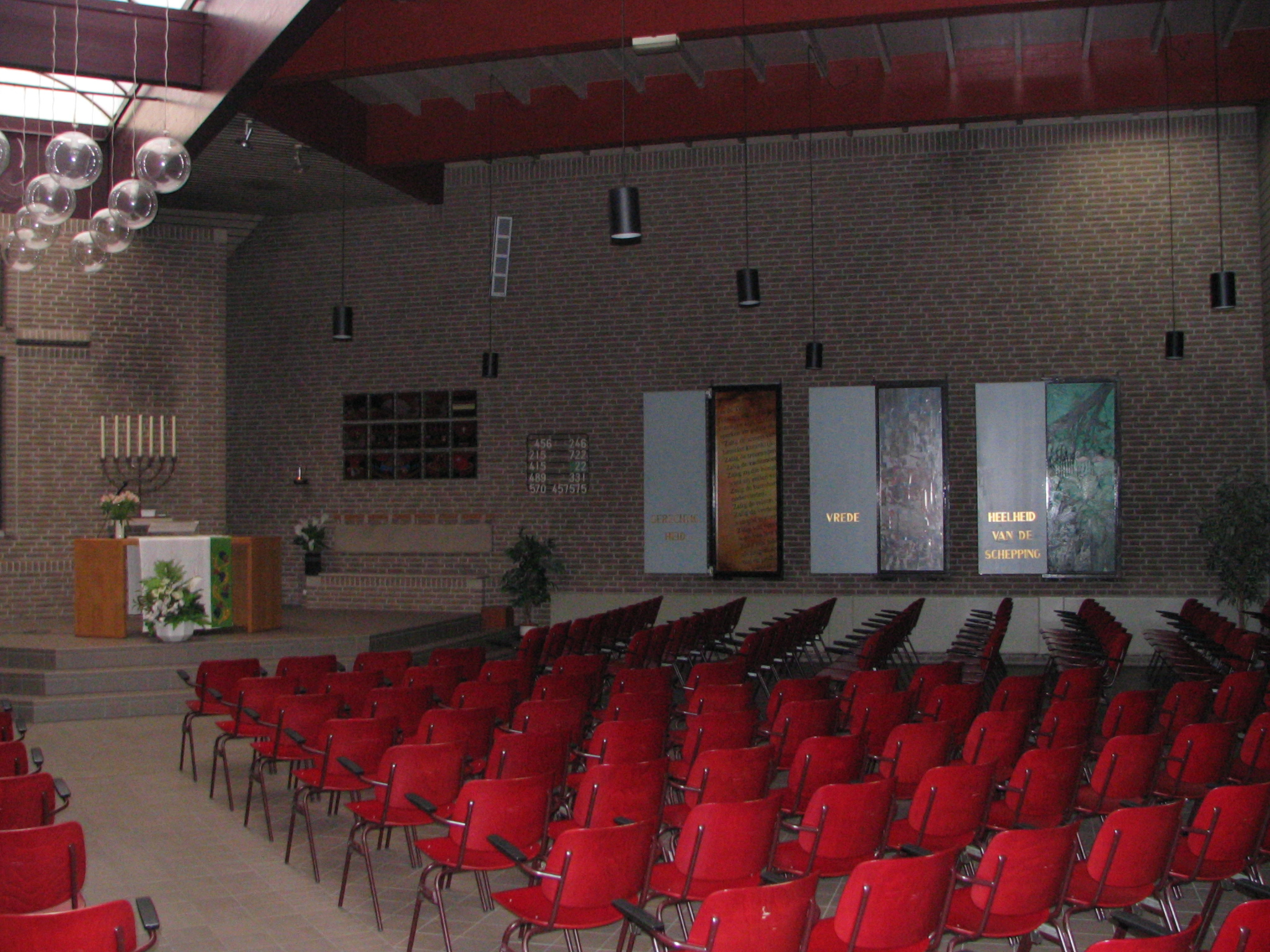
Zaal
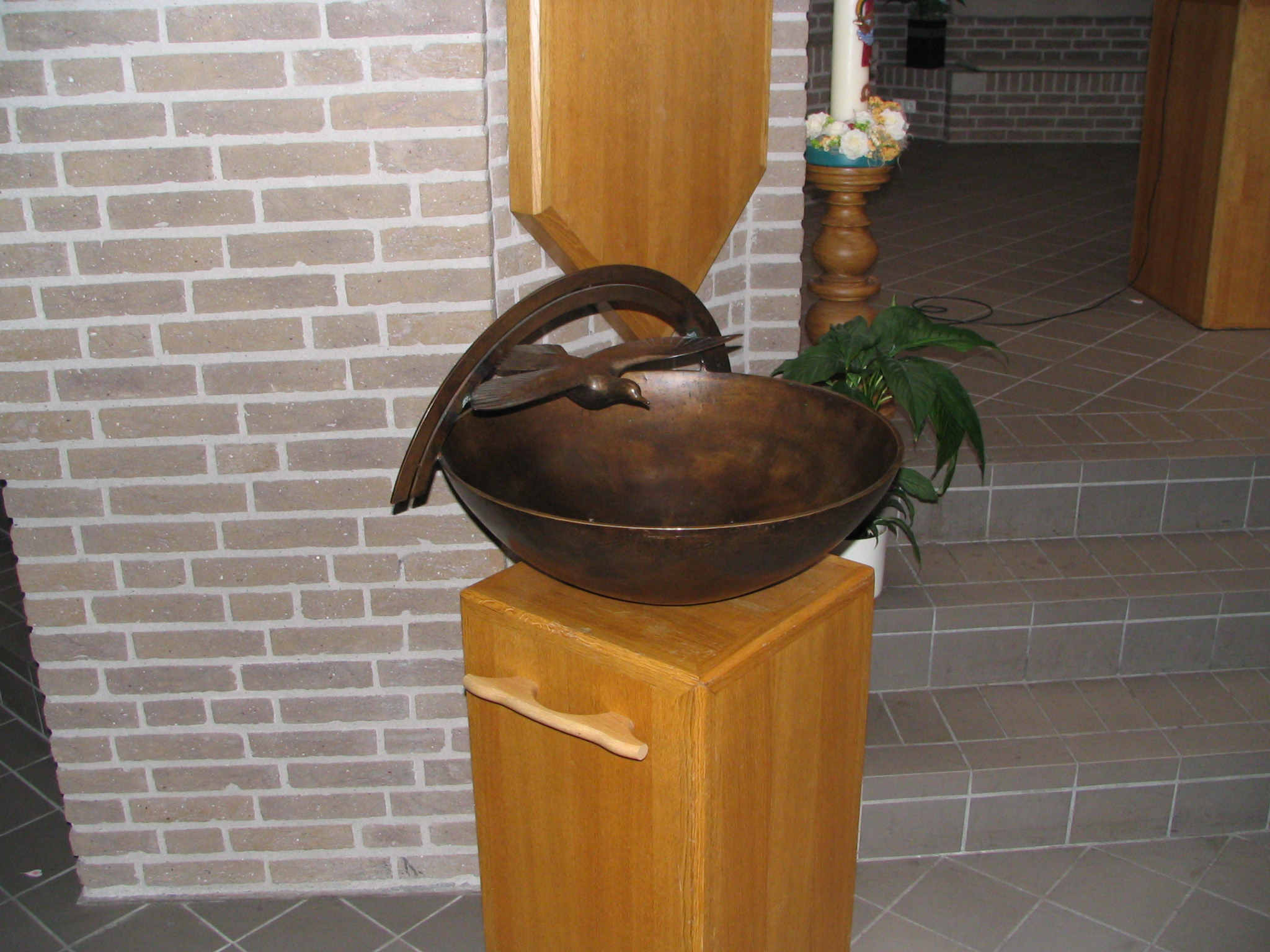
Doopvont